# Elecciones municipales de Pasco de 1989
Las elecciones municipales de Pasco de 1989 se llevaron a cabo el 12 de noviembre de 1989 para elegir al alcalde y al Concejo Provincial de Pasco para el periodo 1990-1992. La elección se celebró simultáneamente con elecciones municipales en todo el país.

## Sistema electoral
La Municipalidad Provincial de Pasco es el órgano administrativo y de gobierno de la provincia de Pasco. Está compuesta por el alcalde y el Concejo Provincial.
La votación del alcalde y el concejo se realiza en base al sufragio universal, que comprende a todos los ciudadanos nacionales mayores de dieciocho años, empadronados y residentes en la provincia de Pasco y en pleno goce de sus derechos políticos, así como a los ciudadanos no nacionales residentes y empadronados en la provincia de Pasco.
El Concejo Provincial de Pasco está compuesto por 19 regidores elegidos por sufragio directo para un período de tres (3) años, en forma conjunta con la elección del alcalde (quien lo preside). La votación es por lista cerrada y bloqueada. Se asigna a la lista ganadora los escaños según el método d'Hondt o la mitad más uno, lo que más le favorezca. Es elegido como alcalde el candidato que ocupe el primer lugar de la lista que haya obtenido la más alta votación.

## Composición del Concejo Provincial de Pasco
La siguiente tabla muestra la composición del Concejo Provincial de Pasco antes de las elecciones.
| Partidos | Partidos                                          | Regidores |
| -------- | ------------------------------------------------- | --------- |
|          | Partido Aprista Peruano                           | 11        |
|          | Izquierda Unida                                   | 7         |
|          | Lista Independiente Unidad y Desarrollo Pasqueños | 1         |

## Partidos y candidatos
A continuación se muestra una lista de los principales partidos y alianzas electorales que participaron en las elecciones:
| Candidatura | Candidatura | Partidos y alianzas | Candidatos | Candidatos                 | Ideología                                                        | Resultado previo | Resultado previo | Ref. |
| Candidatura | Candidatura | Partidos y alianzas | Candidatos | Candidatos                 | Ideología                                                        | Votos (%)        | Reg.             | Ref. |
| ----------- | ----------- | --- | ---------- | -------------------------- | ---------------------------------------------------------------- | ---------------- | ---------------- | ---- |
|             | APRA        | Lista - Partido Aprista Peruano (APRA) |            | José Fano Jiménez          | Aprismo                                                          | 48.4%            | 11               |      |
|             | IU          | Lista - Izquierda Unida (IU) – Unión de Izquierda Revolucionaria (UNIR) – Partido Unificado Mariateguista (PUM) – Partido Comunista Peruano (PCP) – Frente Obrero Campesino Estudiantil y Popular (FOCEP) |            | Eladio Bravo Yalico        | Marxismo-leninismo Mariateguismo Socialismo democrático          | 42.3%            | 7                |      |
|             | ASI         | Lista - Acuerdo Socialista de Izquierda (ASI) – Partido Socialista Revolucionario (PSR) – Partido Comunista Revolucionario (PCR) – Movimiento Socialista Peruano (MSP)                                    |            | Gabriel Espinal Sánchez    | Mariateguismo Socialismo democrático                             | 42.3%            | 7                |      |
|             | FREDEMO     | Lista - Frente Democrático (FREDEMO) – Acción Popular (AP) – Movimiento Libertad (Libertad) – Partido Popular Cristiano (PPC)                                                                             |            | Gregorio Cornelio Mauricio | Liberalismo económico Humanismo cristiano Conservadurismo social | Nuevo            | Nuevo            |      |

## Resultados

### Sumario general
|                        |                                       |              |              |              |           |           |
| Partidos y coaliciones | Partidos y coaliciones                | Voto popular | Voto popular | Voto popular | Regidores | Regidores |
| Partidos y coaliciones | Partidos y coaliciones                | Votos        | %            | ±pp          | Total     | +/−       |
|                        | Frente Democrático (FREDEMO)          | 8,866        | 38.82        | Nuevo        | 11        | +11       |
|                        | Izquierda Unida (IU)                  | 8,592        | 37.62        | –4.93        | 5         | –2        |
|                        | Partido Aprista Peruano (APRA)        | 4,459        | 19.52        | –29.25       | 3         | –8        |
|                        | Acuerdo Socialista de Izquierda (ASI) | 923          | 4.04         | Nuevo        | 0         | ±0        |
|                        |                                       |              |              |              |           |           |
| Total                  | Total                                 | 22,840       |              |              | 19        | ±0        |
|                        |                                       |              |              |              |           |           |
| Votos válidos          | Votos válidos                         | 22,840       | 82.51        | +1.32        |           |           |
| Votos en blanco        | Votos en blanco                       | 1,264        | 4.57         | +0.21        |           |           |
| Votos nulos            | Votos nulos                           | 3,578        | 12.93        | –1.52        |           |           |
| Votos emitidos         | Votos emitidos                        | 27,682       | 45.94        | –22.06       |           |           |
| Abstenciones           | Abstenciones                          | 32,570       | 54.06        | +22.06       |           |           |
| Votantes registrados   | Votantes registrados                  | 60,252       |              |              |           |           |
|                        |                                       |              |              |              |           |           |
| Fuente:                |                                       |              |              |              |           |           |

## Elecciones municipales distritales

### Resultados por distrito
La siguiente tabla enumera el control de los distritos de la provincia de Pasco. El cambio de mando de una organización política se resalta del color de ese partido.
| Distrito                            | Alcalde(sa) titular         | Partido político | Partido político        | Alcalde(sa) electo(a)       | Partido político           | Partido político           |
| ----------------------------------- | --------------------------- | ---------------- | ----------------------- | --------------------------- | -------------------------- | -------------------------- |
| Huachón                             | Ángel Paredes Flores        |                  | Izquierda Unida         | Demetrio Cañavi Barreto     |                            | Frente Democrático         |
| Huariaca                            | Américo Trujillo Gonzáles   |                  | Partido Aprista Peruano | Jorge Cruz Ventura          |                            | Partido Aprista Peruano    |
| Huayllay                            | Luis Oropeza de la Cruz     |                  | Partido Aprista Peruano | Cipriano Carranza Cristóbal |                            | Izquierda Unida            |
| Ninacaca                            | Gerardo Huaricapcha Torres  |                  | Partido Aprista Peruano | Mario Ortega Huaricapcha    |                            | Frente Democrático         |
| Pallanchacra                        | Alfredo Chamorro de la Cruz |                  | Partido Aprista Peruano | Sin información disponible  | Sin información disponible | Sin información disponible |
| Paucartambo                         | Miguel Lugo Rojas           |                  | Partido Aprista Peruano | José de la Cruz Zamudio     |                            | Izquierda Unida            |
| San Francisco de Asís de Yarusyacán | Mauro Velásquez Cabello     |                  | Partido Aprista Peruano | Amadeo Chamorro Cabello     |                            | Partido Aprista Peruano    |
| Simón Bolívar                       | Celso Curi Santiago         |                  | Izquierda Unida         | Celso Curi Santiago         |                            | Izquierda Unida            |
| Ticlacayán                          | Juan Salcedo Rodríguez      |                  | Izquierda Unida         | Sin información disponible  | Sin información disponible | Sin información disponible |
| Tinyahuarco                         | Alberto Zelaya Castro       |                  | Partido Aprista Peruano | Benedicto Cuyubamba Valer   |                            | Frente Democrático         |
| Vicco                               | Pedro Mauricio León         |                  | Partido Aprista Peruano | Simón Vicente Cristóbal     |                            | Partido Aprista Peruano    |
| Yanacancha                          | Arturo Robles Morales       |                  | Izquierda Unida         | Félix Guerra Ricapa         |                            | Izquierda Unida            |